# البحيرة (إقليم)
إقليم البحيرة هو واحد من 23 إقليم في تشاد. عاصمته بول. وهو يتألف بشكل رئيسي من محافظة البحيرة السابقة. ويشمل الإقليم الجزء التشادي من شاطئ بحيرة تشاد.

## جغرافية

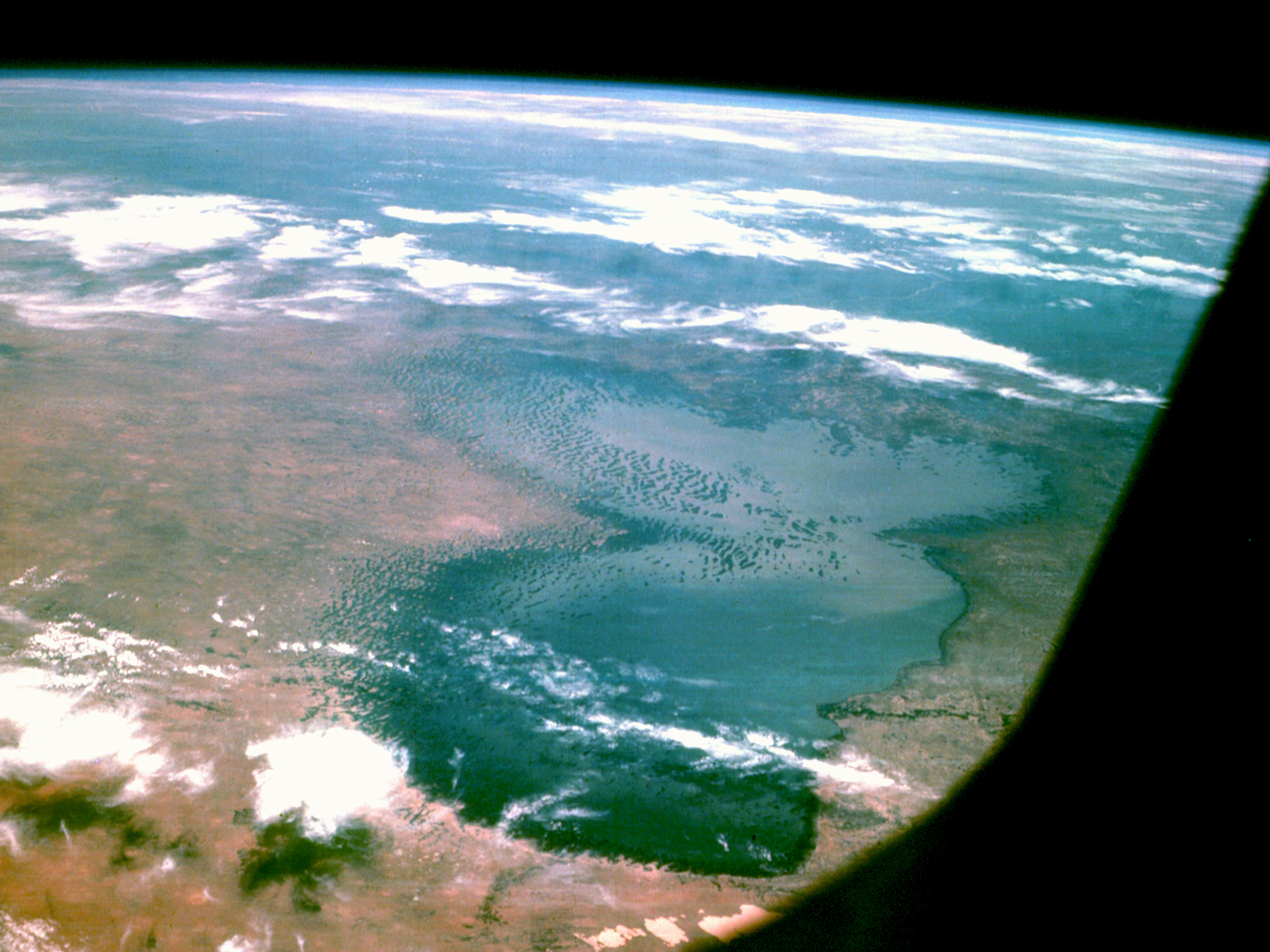
بحيرة تشاد كما تبدو من أبولو 7.

يحد المنطقة إقليم كانم من الشمال والشرق، وإقليم حجر لميس والكاميرون من الجنوب، ونيجيريا من الجنوب الغربي، والنيجر من الشمال الغربي.
تهيمن على المنطقة جغرافيًا بحيرة تشاد، وهي بحيرة متقلبة موسميًا ذات أهمية كبرى في هذا الجزء من إفريقيا.

### المستوطنات
العاصمة الإقليمية هي بول. وتشمل المستوطنات الرئيسية الأخرى: Bagassola،Daboua، دوم دوم، Kangalam،Kouloudia، ليوا، Ngouboua وNgouri.

## التركيبة السكانية
حسب تعداد عام 2009، بلغ عدد سكان المنطقة 451.369 نسمة، 49.6٪ إناث. كان متوسط حجم الأسرة 4.60: 4.60 في الأسر الريفية و 4.90 في المناطق الحضرية. وبلغ عدد الأسر 97140 أسرة: 94857 في الريف و 2283 في الحضر. وبلغ عدد البدو في المنطقة 16.025 أي 4.1٪ من السكان. كان هناك 450.424 شخصًا يقيمون في منازل خاصة. كان هناك 194.211 فوق سن 18: 93.587 ذكر و 100.624 أنثى. وكانت نسبة الجنس 101.00 أنثى لكل مائة ذكر. كان هناك 435،344 موظفًا مستقلاً، أي 4.00 من السكان.
المجموعات العرقية اللغوية الرئيسية هي بودوما (أكثر من 18٪) وشعب الفولاني وشعب كانيمبو (أكثر من 66٪).

## الاقتصاد
المنطقة هي الجزء الزراعي الرئيسي في جميع أنحاء البلاد، وتنتج القطن والفول السوداني، وهما الموردان الرئيسيان للاقتصاد في البلاد. هناك مجموعة متنوعة من المحاصيل المحلية مثل الأرز الذي يزرع أيضًا في المنطقة.